# Houslový koncert

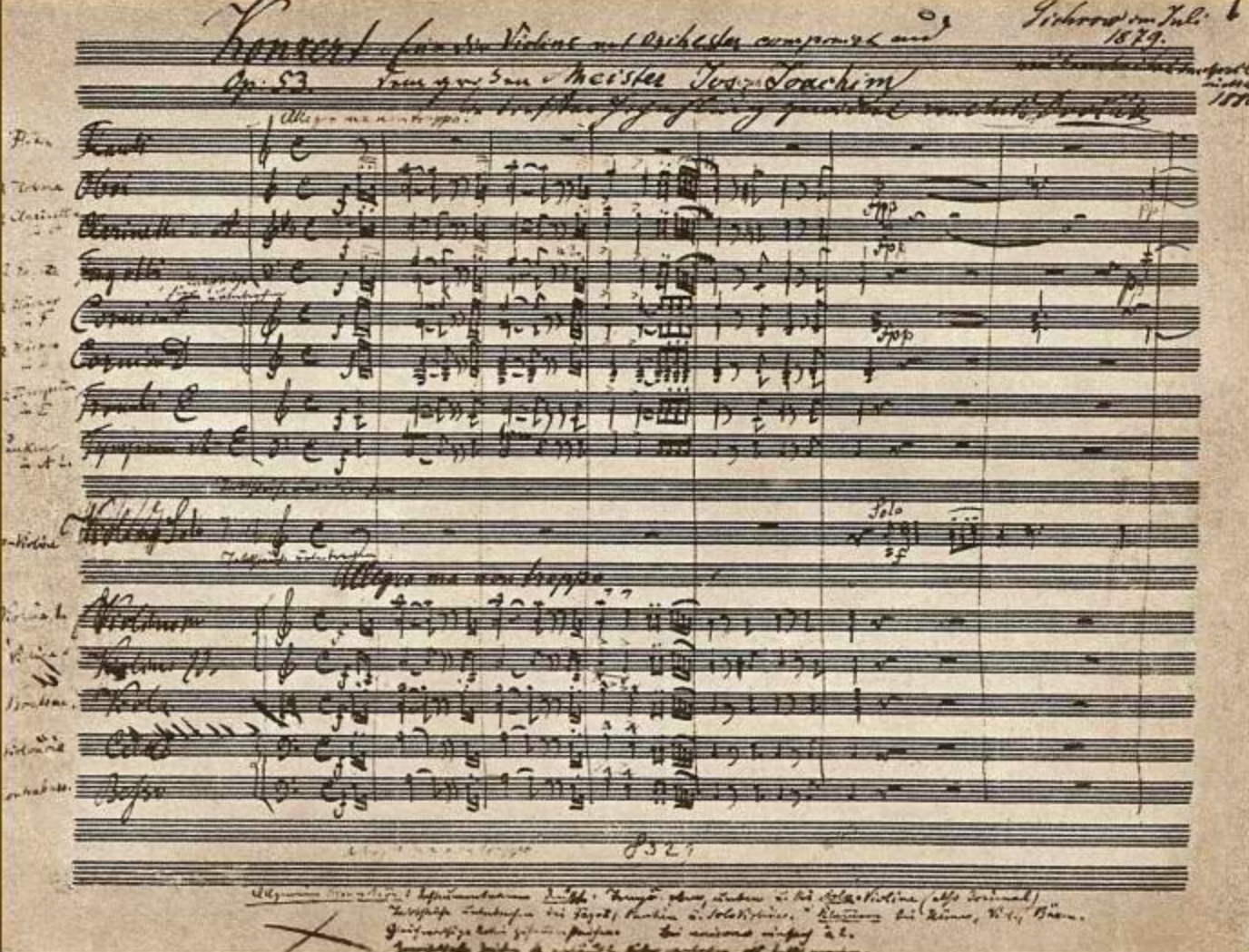
První strana první věty vlastnoručního rukopisu Dvořákova Houslového koncertu

Houslový koncert je hudební dílo pocházející z oblasti klasické vážné hudby. Je určeno pro sólové housle, které doprovází symfonický orchestr nebo i menší hudební těleso. Obvykle mívá zachovánu typickou formu koncertu, to znamená tři věty, z nichž první a třetí jsou v rychlejším tempu a střední v pomalém. Hlavně ve 20. století však byla struktura houslového koncertu různě modifikována a vznikly i čtyřvěté koncerty a koncerty s větami spojenými do větších celků.
Vzájemné postavení sólového nástroje a orchestru může být různé. Některá díla jsou založena na výrazném a virtuózním houslovém partu, jako například Čajkovského Houslový koncert D dur, op. 35, jiná byla komponována spíše v symfonickém duchu s vyrovnanějším sólovým a orchestrálním partem, jako například Brahmsův koncert.

## Historie
Historie houslového koncertu sahá už do období baroka, z něhož se, mimo jiné, dochovalo množství Vivaldiho houslových koncertů. Housle jako výrazný a oblíbený sólový hudební nástroj neztratily svoji popularitu ani v hudebního klasicismu. Zlatý věk houslových koncertů však přišel až v období hudebního romantismu, často ale šlo o prázdná díla určená pro předvádění technických dovedností houslových virtuosů. Tyto koncerty se však v repertoáru nezachovaly. Ve 20. století přišli s některými inovacemi houslového koncertu a houslové hry vůbec například Béla Bartók a další skladatelé.

## Významné houslové koncerty
Nejznámějšími houslovými koncerty jsou díla Beethovenova, Mendelssohna-Bartholdyho, Brahmsova, Čajkovského a Sibeliova. Tato díla tvoří těžiště houslového repertoáru.

### Baroko
- Antonio Vivaldi
  - Čtvero ročních dob
- Johann Sebastian Bach
  - Houslový koncert a moll
  - Houslový koncert E dur
  - Houslový dvojkoncert d moll

### Klasicismus
- Wolfgang Amadeus Mozart
  - Houslový koncert č. 3 G dur
- Ludwig van Beethoven
  - Houslový koncert D dur, op. 61

### Romantismus
- Felix Mendelssohn-Bartholdy
  - Houslový koncert e moll, op. 64 (1844)
- Niccolò paganini
  - Houslový koncert no.1
- Max Bruch
  - Houslový koncert č. 1 g moll, op. 26 (1867)
- Petr Iljič Čajkovskij
  - Houslový koncert D dur, op. 35 (1878)
- Johannes Brahms
  - Houslový koncert D dur, op. 77 (1878)
- Antonín Dvořák
  - Houslový koncert a moll, op. 53 (1879-1880)
- Camille Saint-Saëns
  - Houslový koncert č. 3 g moll, op. 61 (1880)
- Jean Sibelius
  - Houslový koncert d moll, op. 47 (1903-1904)

### 20. století
- Béla Bartók
  - Houslový koncert č. 1 (1908)
  - Houslový koncert č. 2, Sz. 112 (1938-1939)
- Sergej Prokofjev
  - Houslový koncert č. 1 D dur, op. 19 (1916-1917)
  - Houslový koncert č. 2 g moll, op. 63 (1935)
- Alban Berg
  - Houslový koncert
- Dmitrij Šostakovič
  - Houslový koncert č. 1 a moll, op. 77
  - Houslový koncert č. 2 cis moll, op. 129
- Aram Chačaturjan
  - Houslový koncert d moll

## Další významná díla pro housle a orchestr
- Max Bruch
  - Skotská fantazie, op. 46
- Camille Saint-Saëns
  - Introdukce a Rondo Capriccioso, op. 28
- Ernest Chausson
  - Poem
- Antonín Dvořák
  - Romance f moll, op. 11
- Pablo de Sarasate
  - Fantazie Carmen
- Maurice Ravel
  - Cikán (Tzigane)